# Diema DL 8
Die DL 8 der Diepholzer Maschinenfabrik Fritz Schöttler (Diema) ist eine kleine Feldbahn-Lokomotive. 

## Geschichte
Die DL 8 entstand 1950 als bis dahin kleinste Konstruktion von Diema und wurde vor allem von kleineren Torfabbau- und Ziegeleibetrieben beschafft. Insgesamt wurden 268 Exemplare gebaut, womit die DL 8 zu den erfolgreichsten Diema-Konstruktionen gehört. Die letzte Lokomotive wurde 1970 ausgeliefert. 
Ab 1955 wurde die DL 8 durch die im Prinzip gleich aufgebaute, jedoch noch kleinere DL 6 ergänzt. Nachfolgemodell beider Typen wurde die DFL 10, die einer verstärkten DL 6 entspricht und damit kleiner und leichter ist als eine DL 8.

## Technik
Die Lokomotiven sind auf einem geschweißten Außenrahmen aufgebaut. Die Breite des Rahmens hängt von der Spurweite ab, die in der Regel zwischen 500 und 700 mm liegt, ausnahmsweise jedoch auch bei 1.000 mm. Es gibt drei verschiedene Rahmenlängen: Die ersten Exemplare hatten einen Verdampfermotor; ab Mitte 1954 wurden dann kleinere luftgekühlte Motoren eingebaut, und die Lokomotive konnte um 13,5 cm gekürzt werden. Schließlich wurden auch Lokomotiven mit einer Länge von nur 1.700 mm gebaut, was etwa der Länge der kleineren Baureihe DL 6 entspricht. Der größte Teil der DL 8 hat den mittleren Rahmen. 
Als Puffer wurden je nach Kundenwunsch entweder gebogene Bleche oder eine massive Ausführung aus Gusseisen eingebaut. Bei der kurzen Rahmenvariante kamen auch gefederte Puffer zum Einsatz. Um die Zugkraft zu erhöhen, konnte das Gewicht der Lokomotiven durch Zusatzgewichte erhöht werden.
Der Achsabstand ist bei allen drei Rahmenbauarten 760 mm. Die Achsen waren zunächst über Evolutfedern abgestützt; später wurden Schraubenfedern eingebaut.
Mit wahrscheinlich nur einer Ausnahme stammen alle eingebauten Motoren von Deutz. Der Verdampfermotor ist vom Typ MAH 914, später folgten die luftgekühlten Typen F1L 612, 712 und 812. Die Leistungsübertragung erfolgt über einen Keilriemen vom Motor auf ein mechanisches Zweiganggetriebe und von dort aus über Rollenketten auf die beiden Achsen. Gebremst wird mit einer Wurfhebelbremse.  
Der Fahrersitz ist quer zur Fahrtrichtung eingebaut, so dass der Fahrer seine Position bei Fahrtrichtungswechseln nicht ändern muss. Motor und Getriebe nebst Schalthebeln befinden sich dabei rechts vom Fahrer, der Bremshebel links. Diema bot die DL 8 wahlweise auch mit einem einfachen Schutzdach oder einem geschlossenen Führerhaus an.